# شهرستان دافانگ
شهرستان دافانگ (به لاتین: Dafang County) یک منطقهٔ مسکونی در چین است که در بیجای واقع شده‌است.